# Tectaria estremerana
Tectaria estremerana là một loài dương xỉ trong họ Tectariaceae. Loài này được Proctor & A.M.Evans mô tả khoa học đầu tiên năm 1989.
Danh pháp khoa học của loài này chưa được làm sáng tỏ. 